# Tesouro de Rogozen

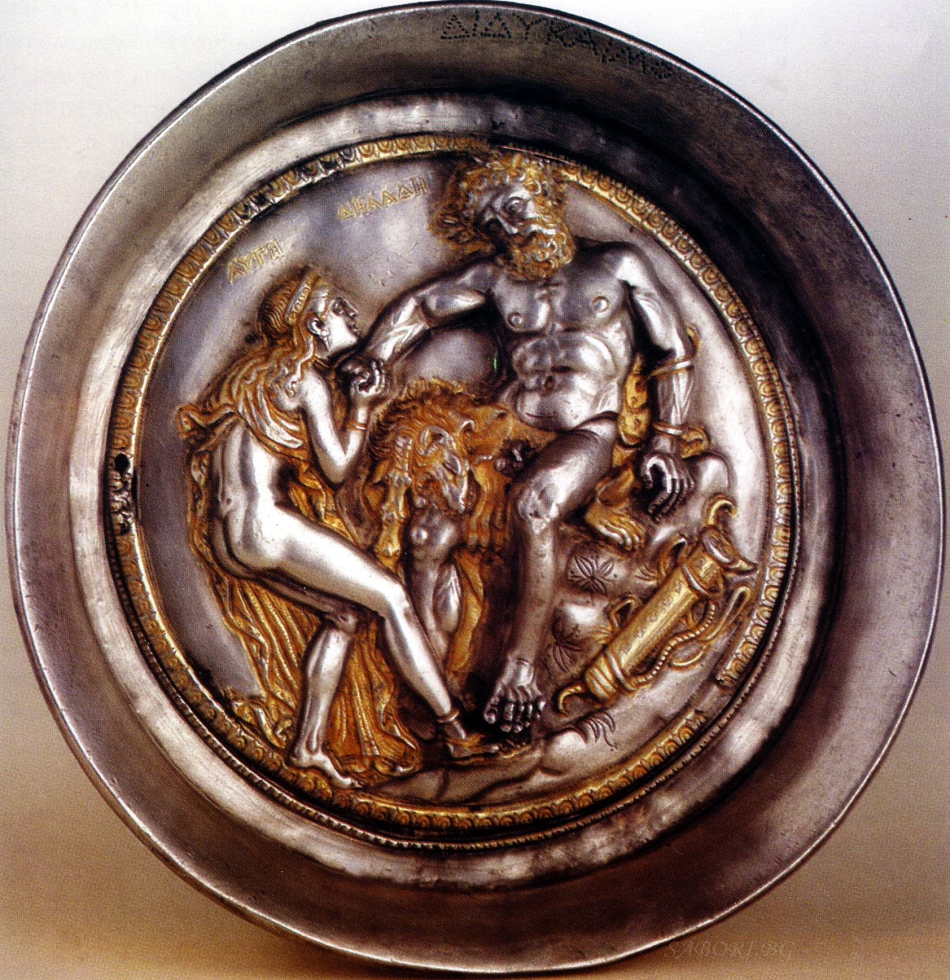
Um vasilhame de libação do tesouro de Rogozen

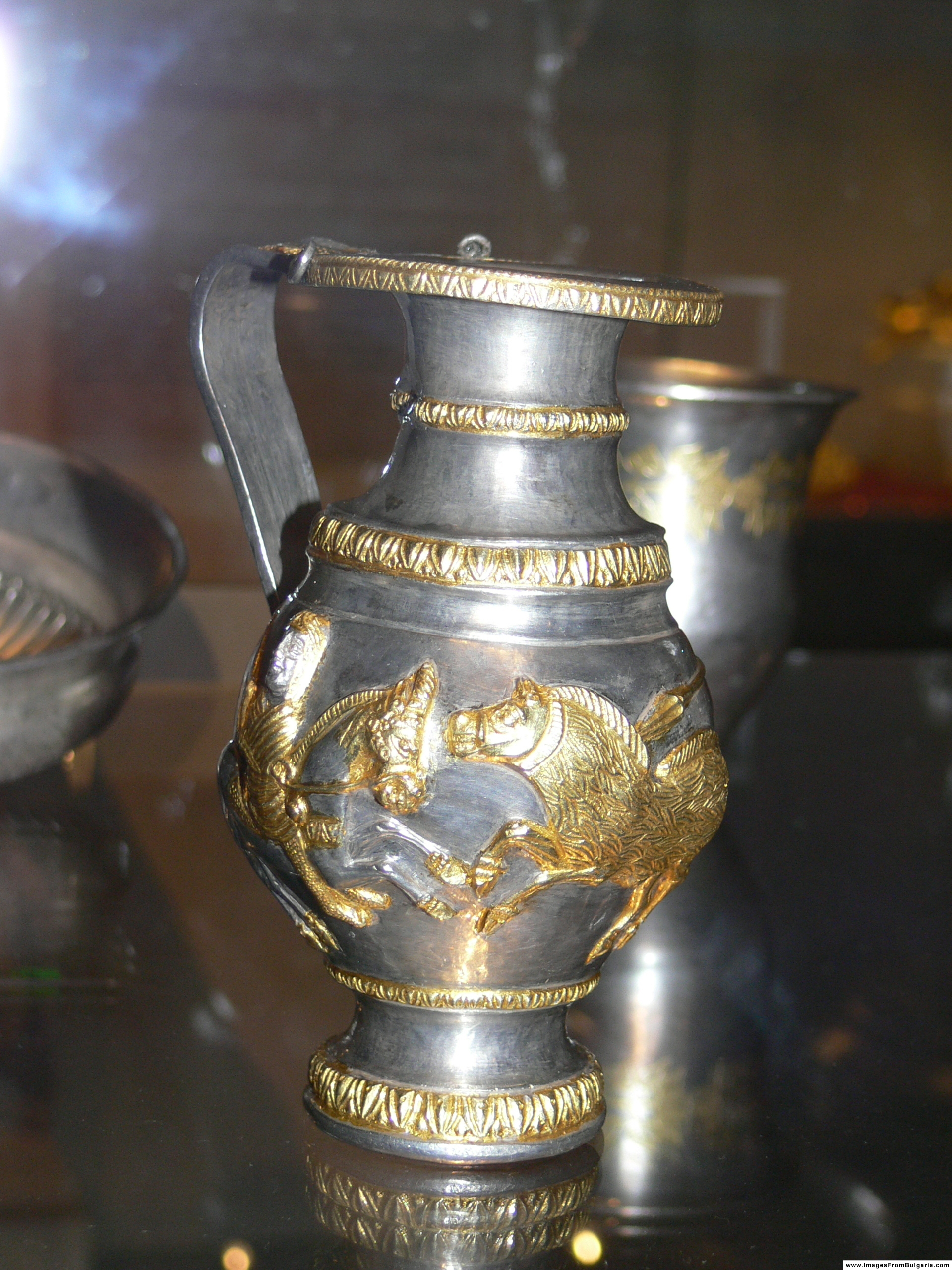
Uma taça do tesouro de Rogozen

O Tesouro de Rogozen (em búlgaro:  Рогозенско съкровище), chamado a descoberta do século, foi descoberto por sorte em 1985 por um motorista de trator cavando um poço em seu jardim na aldeia búlgara de Rogozen. Consiste de 165 receptáculos, incluindo 108 phiales, 55 jarras e 3 taças. Os objetos são de prata com dourados em ouro, alguns deles com peso total de mais de 20 kg. O tesouro é uma fonte de informação inestimável da vida dos trácios, devido à variedade de motivos nos objetos ricamente decorados. Remonta aos séculos V a IV a.C.

## Honra
A Ilha Rogozen fora da Ilha Robert, Ilhas Shetland do Sul recebeu o nome do assentamento de Rogozen em associação com o tesouro de Rogozen.